# 桑嘎克

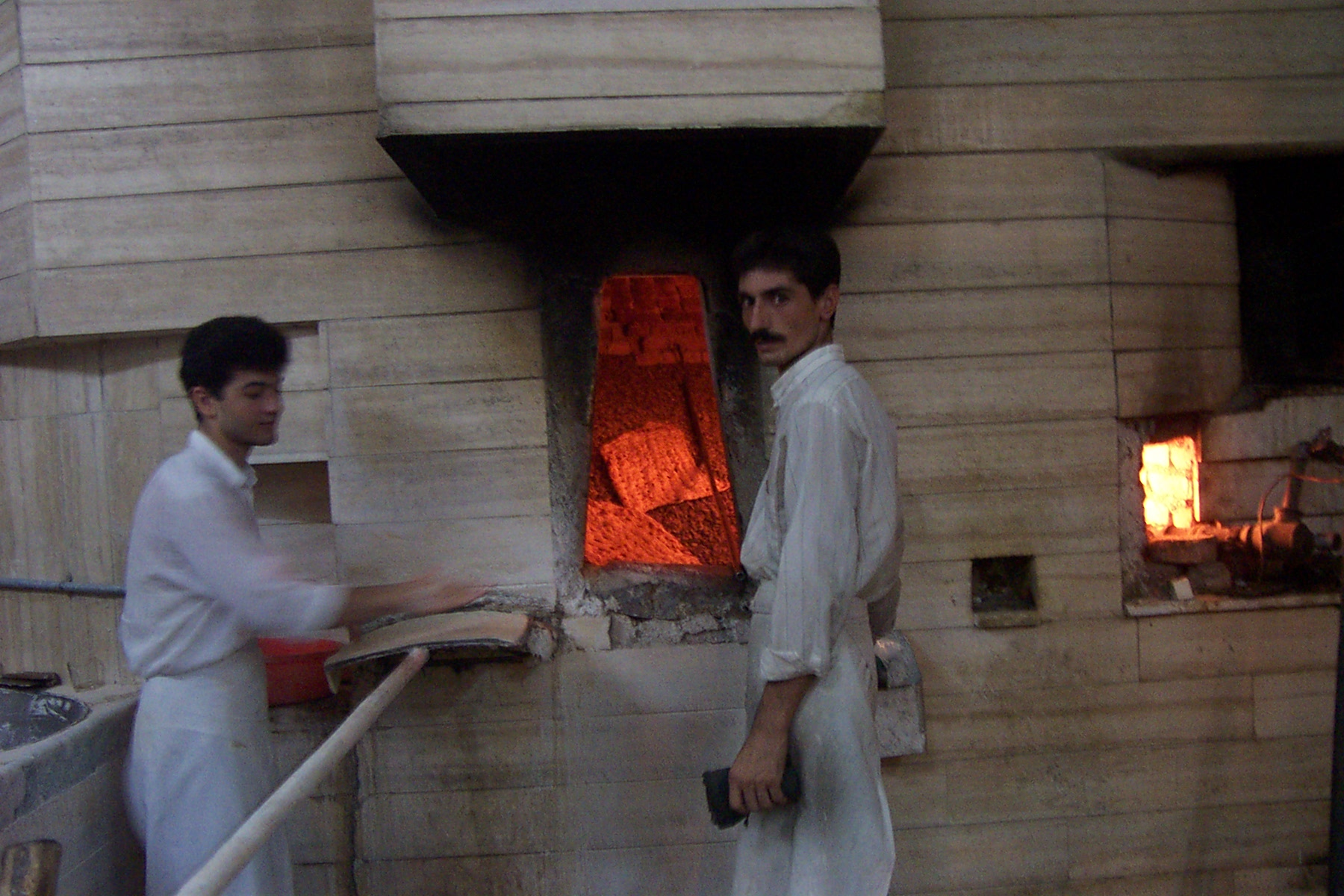
两名面包师在传统烤箱中烘烤桑嘎克面包

桑嘎克（波斯語：‎，或نان سنگک，亞塞拜然語：，是一種伊朗原味全麥發酵扁平麵包，呈長方形或三角形。

## 歷史
在波斯語中，「桑嘎克」意思是小石頭。桑嘎克麵包便是在由小河卵石鋪陳的烤爐中烘烤製成。伊朗的烘焙坊通常提供兩種口味的桑嘎克麵包：沒有配料的原味桑嘎克以及價格較高、撒上罌粟籽或芝麻粒的桑嘎克。
傳統上，桑嘎克麵包原是波斯軍隊的麵包，11世紀時首次被提及。在過去每個士兵都會隨身攜帶一些小卵石，駐營時大家便會將石頭收集起來，打造出「桑嘎克烤爐」替整個軍隊烤麵包，搭配烤羊肉串一起享用。
桑嘎克麵包在現今的亞塞拜然境內向來受到廣泛食用，直到1920年被蘇聯佔領後，桑嘎克麵包才漸漸式微。蘇聯人偏好大量生產麵包，而該生產方式並不適合桑嘎克這種傳統手作麵包。不過在鄰國伊朗內，桑嘎克麵包倒是一直人氣不減。

桑嘎克

## 制作方式
小麦面粉和天然酵母是制作桑嘎克的原材料。在制作新的桑嘎克面团的过程中通常会往面团里加入一定比例前一天的面团，这样有利于面团发酵。发酵1.5小时后将其滚动，定型，撒上芝麻，最后放入烤箱中，底下垫有鹅卵石烘烤约5分钟。完成后，取走鹅卵石，桑嘎克面包便做好了。